# Melcher-Dallas
Melcher-Dallas és una població dels Estats Units a l'estat d'Iowa. Segons el cens del 2000 tenia 1.298 habitants.

## Demografia
Segons el cens del 2000, Melcher-Dallas tenia 1.298 habitants, 517 habitatges, i 359 famílies. La densitat de població era de 501,2 habitants/km².
Dels 517 habitatges en un 32,9% hi vivien nens de menys de 18 anys, en un 55,7% hi vivien parelles casades, en un 9,5% dones solteres, i en un 30,4% no eren unitats familiars. En el 26,9% dels habitatges hi vivien persones soles el 16,2% de les quals corresponia a persones de 65 anys o més que vivien soles. El nombre mitjà de persones vivint en cada habitatge era de 2,51 i el nombre mitjà de persones que vivien en cada família era de 3,06.
Per edats la població es repartia de la següent manera: un 28% tenia menys de 18 anys, un 6,8% entre 18 i 24, un 24,7% entre 25 i 44, un 22,6% de 45 a 60 i un 18% 65 anys o més.
L'edat mediana era de 38 anys. Per cada 100 dones de 18 o més anys hi havia 93,6 homes.
La renda mediana per habitatge era de 36.207 $ i la renda mediana per família de 42.167 $. Els homes tenien una renda mediana de 32.788 $ mentre que les dones 22.500 $. La renda per capita de la població era de 15.600 $. Entorn del 6,1% de les famílies i el 8,2% de la població estaven per davall del llindar de pobresa.

## Poblacions més properes
El següent diagrama mostra les poblacions més properes.